# Pseudotocepheus hauseri
Pseudotocepheus hauseri är en kvalsterart som först beskrevs av Sandór Mahunka 1980.  Pseudotocepheus hauseri ingår i släktet Pseudotocepheus och familjen Tetracondylidae. Inga underarter finns listade i Catalogue of Life.